# عالية طالب
عالية طالب (13 أكتوبر 1957 ببغداد العراق -) قاصة وروائية وإعلامية عراقية. إدارة تحرير عدد من الصحف والمجلات كجريدة البرلمان ومجلة المشهد ومجلة نرجس. ورئيس منظمة عراقيون للبث العام المستقل. وأحد حكام لجنة التحكيم في برنامج شاعر العراقية. وأحد أعضاء اتحاد الأدباء والكتاب في العراق وأحد أعضاء نقابة الصحفيين العراقيين.

## كتب
- الممرات - مجموعة قصصية
- بعيدا داخل الحدود
- أم هنا أم هناك - رواية
- الوجوه - رواية بغداد
- أمرأة في العراء - قصصص
- شيلي والميثالوجيا
- برناردشو وبجماليون
- رواية قيامة بغداد (الطبعة الأولى القاهرة 2008، الطبعة الثانية بغداد 2017)